# آدم و حوا
آدم و حوا، بر حسب اسطوره آفرینش ادیان ابراهیمی، نخستین مرد و زن بودند؛ که طبق سفر پیدایش در کتاب مقدس توسط یهوه آفریده شدند تا نگهبان باغ عدن باشند، ولی از درخت میوهٔ معرفت خوردند و بینا شدند. خدا که می‌ترسید از میوه درخت حیات هم بخورند و جاویدان شود، آنان را به زمین فرستاد. این داستان در قرآن نیز روایت شده‌است. قصهٔ آدم و حوا در مرکزیت این اعتقاد است که خداوند انسان را در باغ عدن آفرید تا زندگی کنند، اگر چه آن‌ها را از آن مقام سقوط داد و جهان حاضر پر از درد و رنج و بی عدالتی شکل گرفت. این پایه و اساس این باور است که بشریت در اصل یک خانواده است، و همه از یک جفت از اجداد اصلی ریشه گرفته‌اند. همچنین این اسطوره، عمده اساس باورهای مهم در کتاب مقدس مسیحیت برای آموزه‌های سقوط انسان و گناه نخستین را فراهم می‌کند، اگر چه به‌طور کلی یهودیت و اسلام در این مورد با مسیحیت اتفاق نظر ندارند.
این داستان در روایات ابراهیمی بعدی زیر بسط و جزئیات مفصلی رفت، و به‌طور جامعی توسط پژوهشگران امروزی کتاب مقدس تجزیه و تحلیل شده‌است. تفسیرها و اعتقادات در ارتباط با آدم و حوا و داستانی که بر محور آنان می‌چرخد، در میان فِرَق و ادیان مختلف متنوع است؛ برای مثال، نسخه اسلامی داستان، این را در نظر دارد که آدم و حوا متساویاً مسئول گناهان بادسری یا تکبرشان بودند، به جای این که حوا اولین کسی باشد که بی‌ایمانی [یا پیمان‌شکنی] کرده باشد. داستان آدم و حوا اغلب در هنر به تصویر کشیده می‌شود، و تأثیری مهم در ادبیات و شعر داشته‌است. داستان هبوط آدم، اغلب به عنوان این که یک تمثیل است، درک می‌شود.
هیچ مدرکی مبنی بر اینکه آدم و حوا هیچ وقت واقعاً وجود داشته‌اند موجود نیست، و وجود واقعیشان با ژنتیک فرگشتی انسان در تضاد است. با این حال، در برخی کشورها مغایرت بزرگی بین اتفاق نظر علمی و نظر عامه وجود دارد؛ نظرسنجی‌ای در ۲۰۱۴ میلادی گزارش می‌کند که ۵۶٪ آمریکایی‌ها اعتقاد دارند که «آدم و حوا اشخاص واقعی بوده‌اند»، و ۴۴٪ چنین چیزی را با قاطعیت قوی یا مطلق باور دارند.

## صحت تاریخی
با آن که برداشتی سنتی این بوده‌است که سفر پیدایش را موسی تألیف کرده و واقعی (نه ساختگی و تخیلی) و استعاری به حساب رفته‌است، پژوهشگرانِ مدرن، روایت آفرینش سفرِ پیدایش را به عنوان یکی از اسطوره‌های مختلف باستانی از نوع اسطوره ریشه در نظر می‌گیرند.
آنالیزهایی همچون فرضیه مستند، پیشنهاد می‌کنند که این نوشته، نتیجه گردآوری چندین روایت پیشین است، که تضادهای آشکار را توضیح می‌دهد. همچنین، دیگر داستان‌ها از همین کتاب شرعی، مانند روایت طوفان پیدایش، با مشابهت‌های موجود در حماسه گیلگمش که قدیمی‌تر است، به عنوان روایاتی تأثیر یافته از ادبیات قدیمی‌تر دریافته می‌شوند.
همراه با پیشرفت‌های علمی در زمینه‌های دیرین‌شناسی، زمین‌شناسی، زیست‌شناسی و دیگر رشته‌ها، کشف شده‌است که انسان‌ها، و دیگر موجودات زنده، جد مشترکی دارند و از طریق روال‌های طبیعی تکامل یافته‌اند، و اشکال اولیه حیات به میلیاردها سال پیش برمی‌گردد.

در زیست‌شناسی، وقتی نزدیک‌ترین نیاهای مشترک موجودات زنده، ردشان در گذشته از طریق کروموزوم Y برای‌تبار مذکر و دی‌ان‌ای میتوکندریایی برای‌تبار مؤنث گرفته می‌شود، معمولاً به ترتیب آدم کروموزوم Y و حوای میتوکندریایی نامیده می‌شوند. حتی اگر این اسامی از تنخ وام گرفته شده باشند، این دو مورد ذکرشده از یک زوج در دوره زمانی یکسانی نشات نمی‌گیرند.

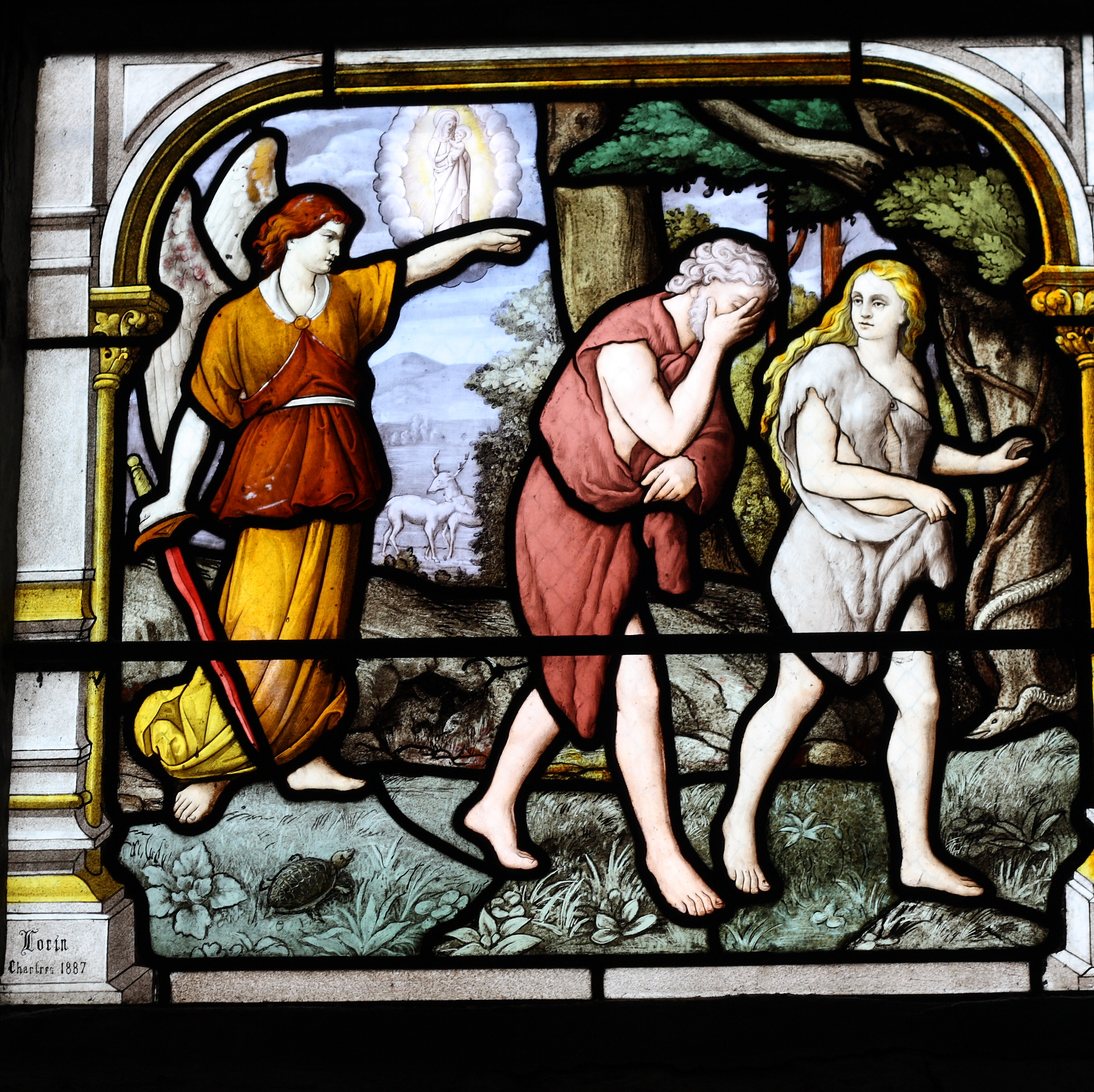
هبوط آدم و حوا از بهشت، شیشه رنگی کلیسایی در شارتر

## تضاد با یافته‌های علمی
داستان آدم و حوا در تضاد با اجماع علمی است که انسان از گونه‌های دیگر انسانیان تکامل یافته‌است. همچنین با درک فعلی از ژنتیک انسانی همخوانی ندارد. به‌طور خاص، اگر همه انسان‌ها از یک زوج چند هزار سال پیش نشات گرفته باشند، نیاز به نرخ جهش (mutation) بالا و تقریباً غیرممکن برای توضیح تنوع مشاهده شده کنونی بین انسان‌ها می‌باشد. این ناسازگاری‌ها باعث شده که بسیاری از مسیحیان از تفسیر تحت‌اللفظی و اعتقاد به روایت خلقت اجتناب کنند، در حالی که دیگرانی همچنان به عنوان یک آموزه اساسی ایمان مسیحی می‌ببینند و اعتقاد دارند.

## استفاده استعاری در علم
نام آدم و حوا، به‌طور استعاره‌ای در علم زیست‌شناسی برای نام گذاری گذاری اجداد مشترک وابسته به دودمان پدری و مادری استفاده می‌شود: آدم کروموزوم Y و حوای میتوکندریایی. این‌ها افراد خاصی نبوده‌اند و هیچ دلیلی وجود ندارد که فرض شود در یک دوره زندگی می‌کردند، چه برسد به اینکه آن‌ها همدیگر را ملاقات کرده و با ازدواج، خانواده تشکیل داده باشند. یک مطالعه اخیر در مورد این موضوع تخمین می‌زند که آدم کروموزوم Y حدود ۱۲۰ تا ۱۵۶ هزار سال پیش زندگی می‌کرده، در حالی که حوای میتوکندریایی ۹۹ تا ۱۴۸ هزار سال پیش زندگی می‌کرده. مطالعه اخیر دیگری، زمان زندگی آدم کروموزوم Y را ۱۸۰ تا ۲۰۰ هزار سال پیش تخمین می‌زند.

## نگارخانه

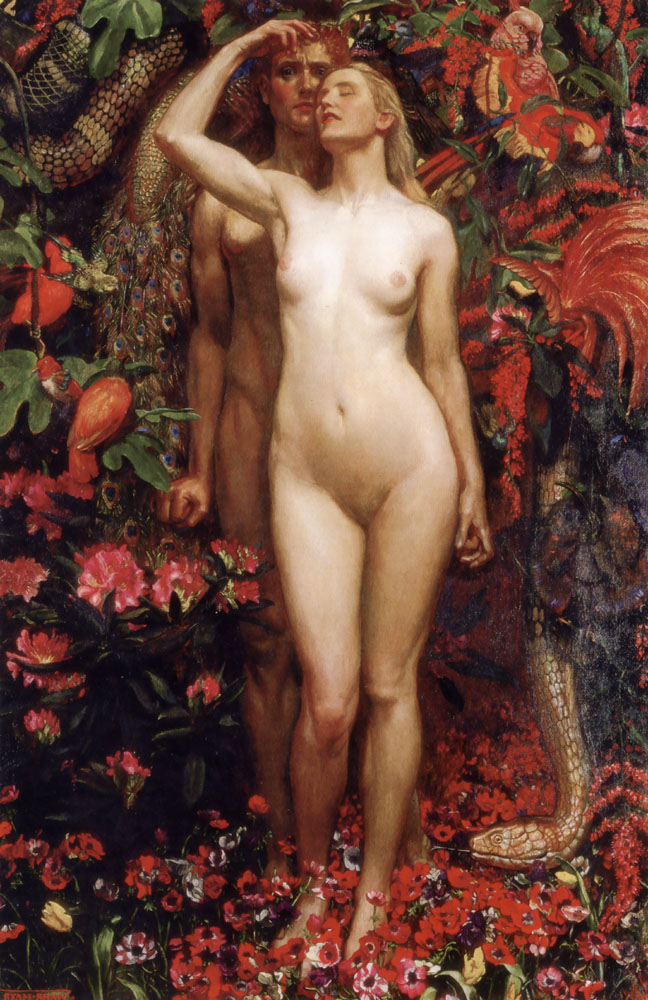
The Woman, the Man, and the Serpent اثر Byam Shaw
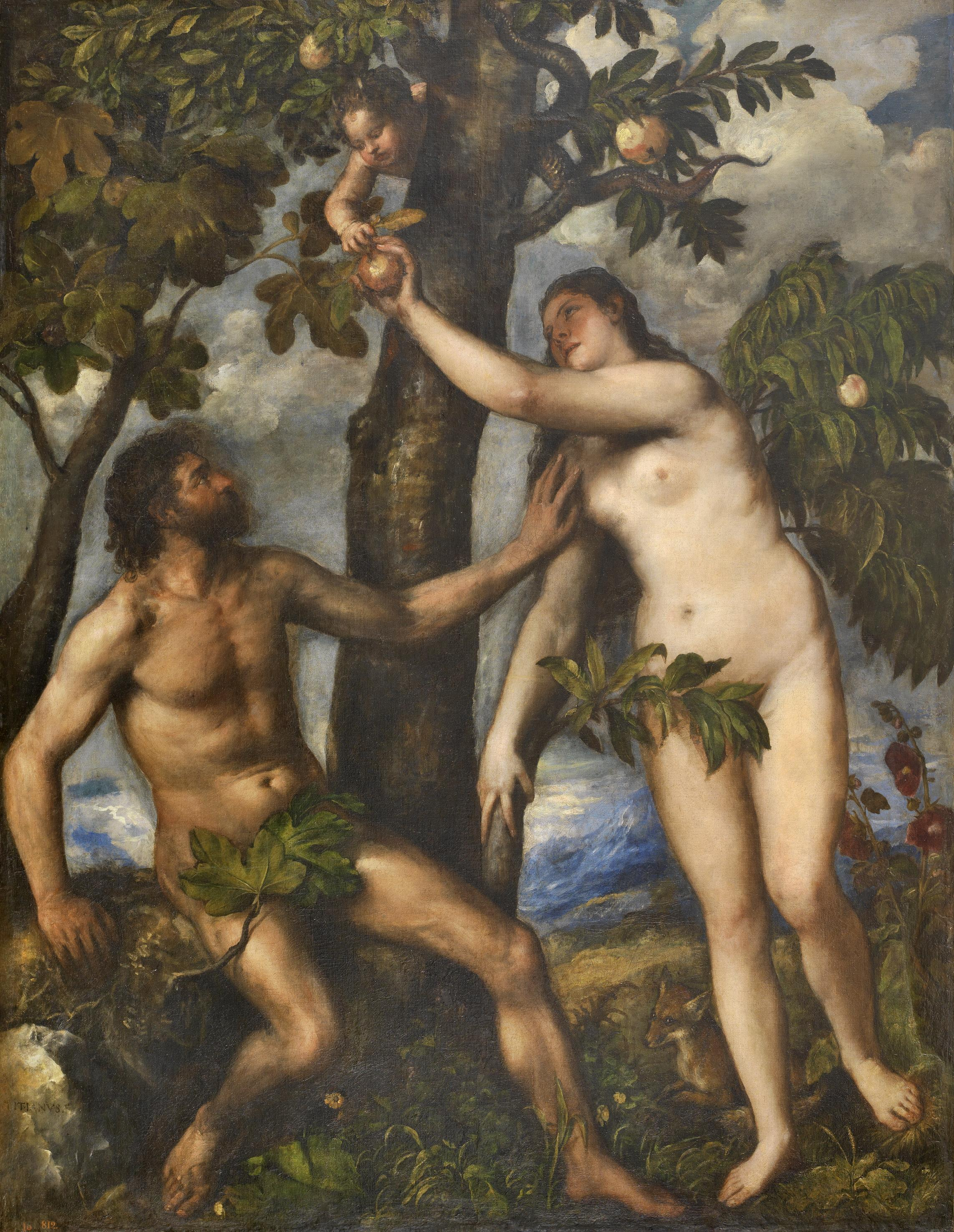
Adam and Eve اثر تیسین
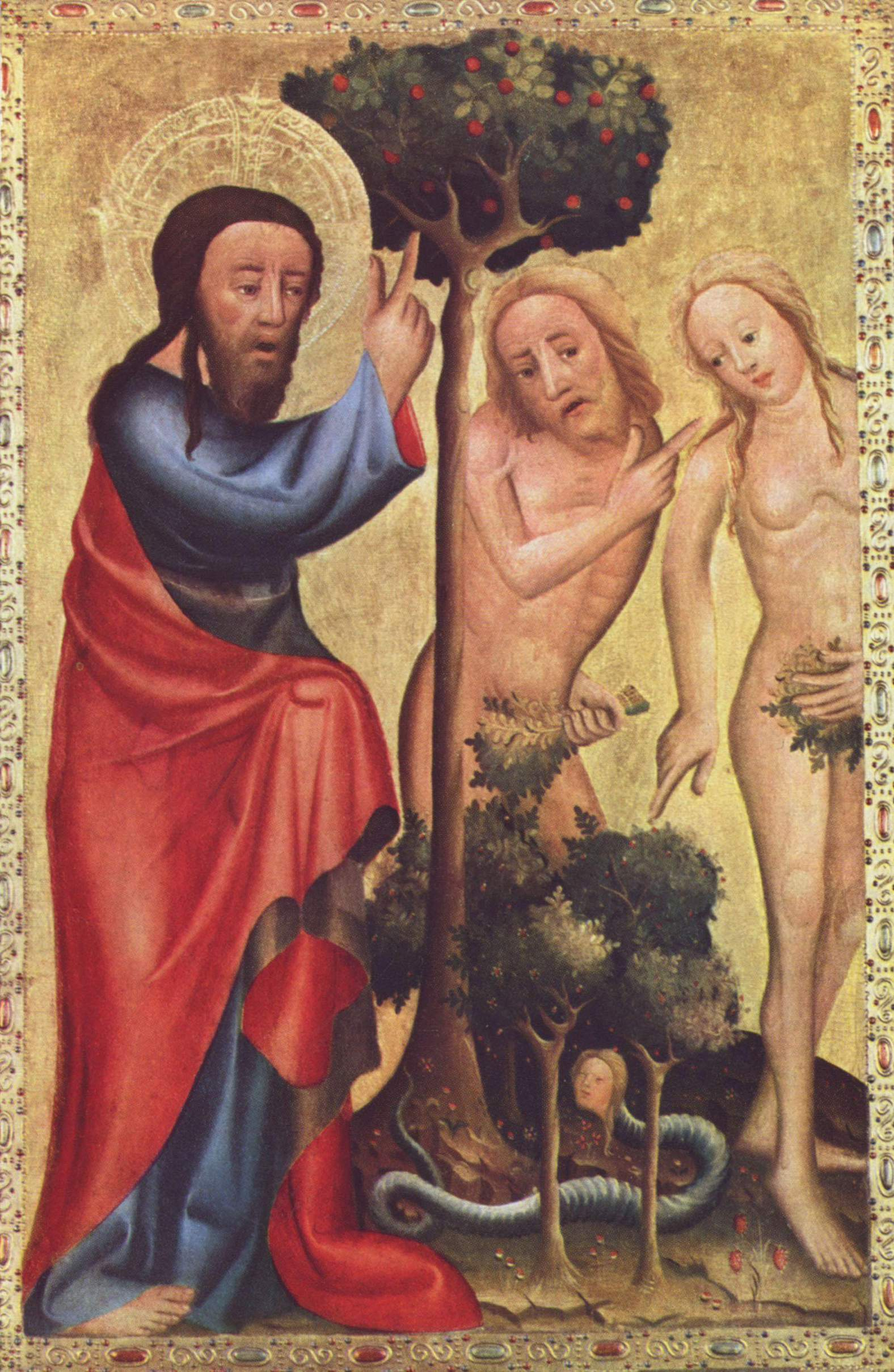
Depiction of the Fall، در موزه Kunsthalle Hamburg, اثر Master Bertram
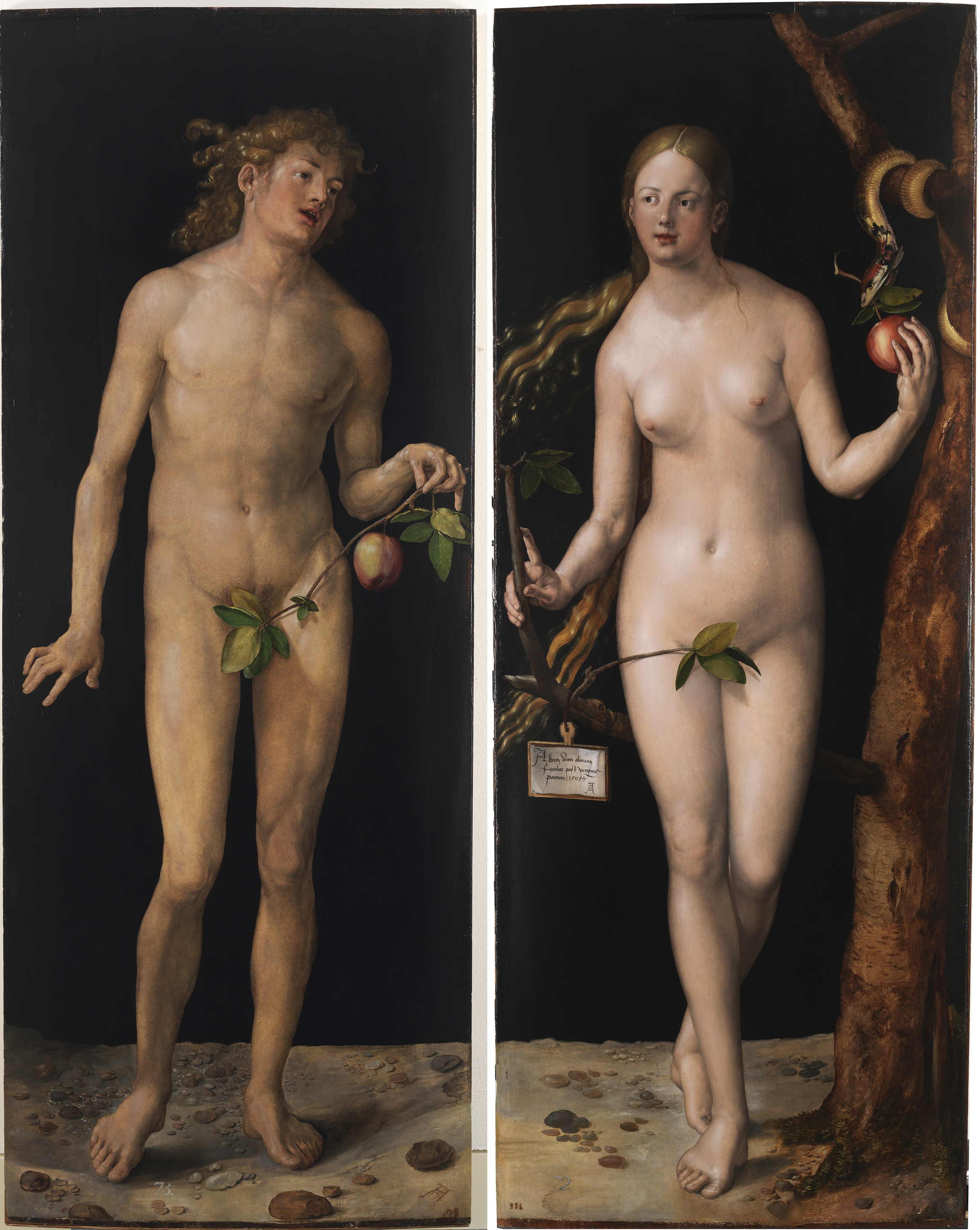
آدم و حوا اثر آلبرشت دورر
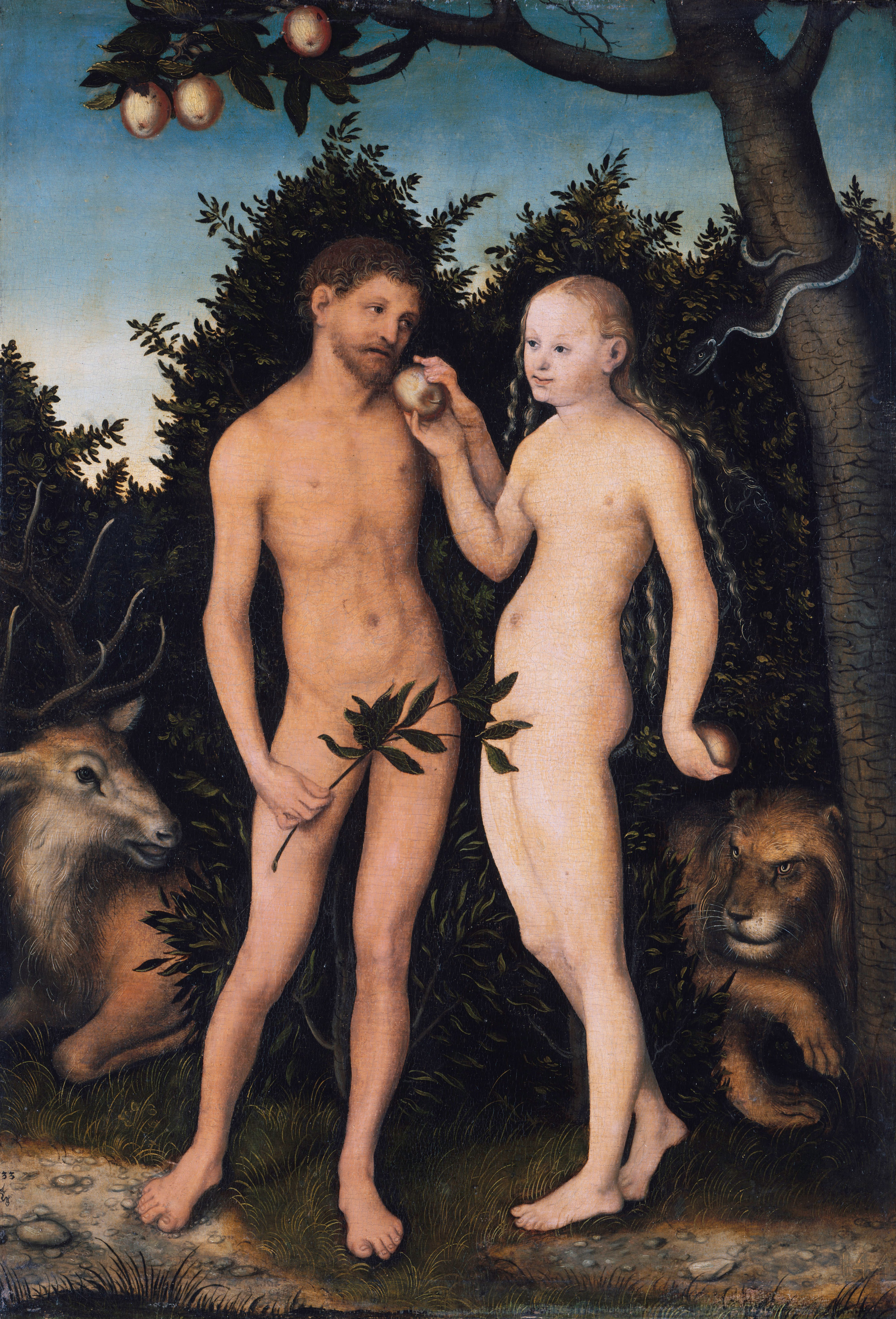
Eve giving Adam the forbidden fruit, اثر لوکاس کراناخ پدر
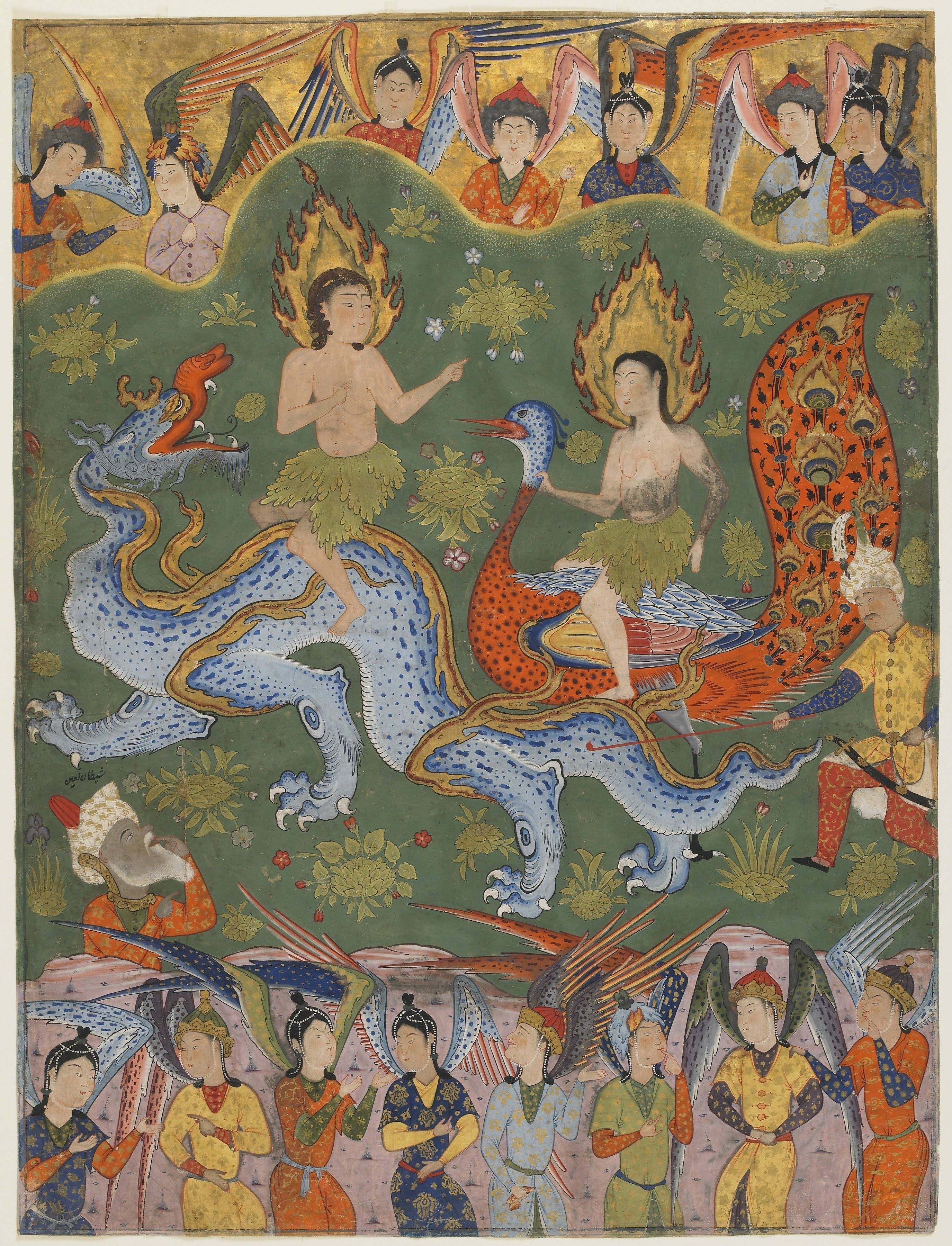
آدم و حوا از رونوشتی از 'فالنامه منتسب به جعفر الصادق، حدود ۱۵۵۰ میلادی،  صفویان، ایران
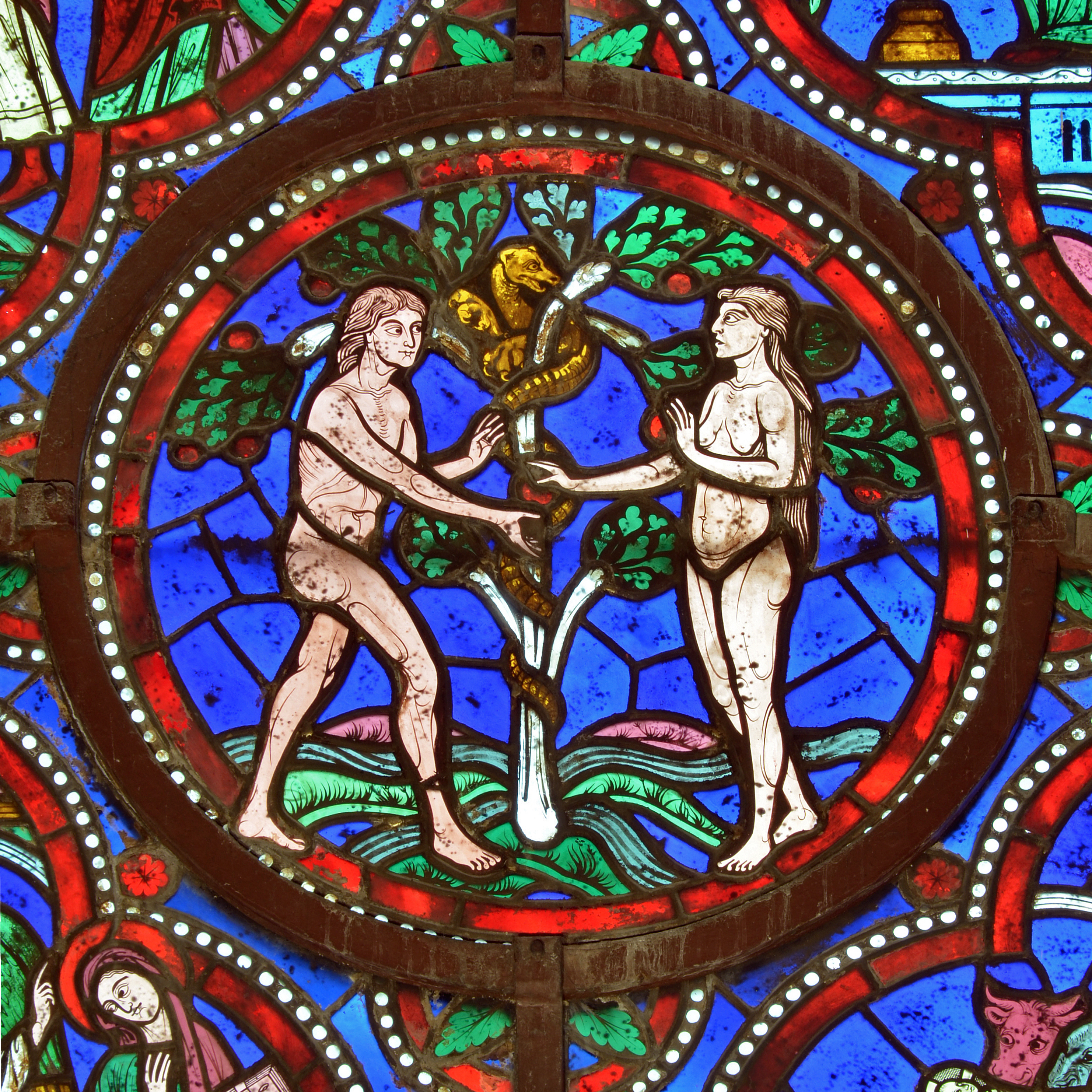
ریزه‌کاری یک پنجره شیشه‌ای رنگ‌زده‌شده (قرن ۱۲ میلادی) در کلیسای جامع Saint-Julien، در لومان، فرانسه
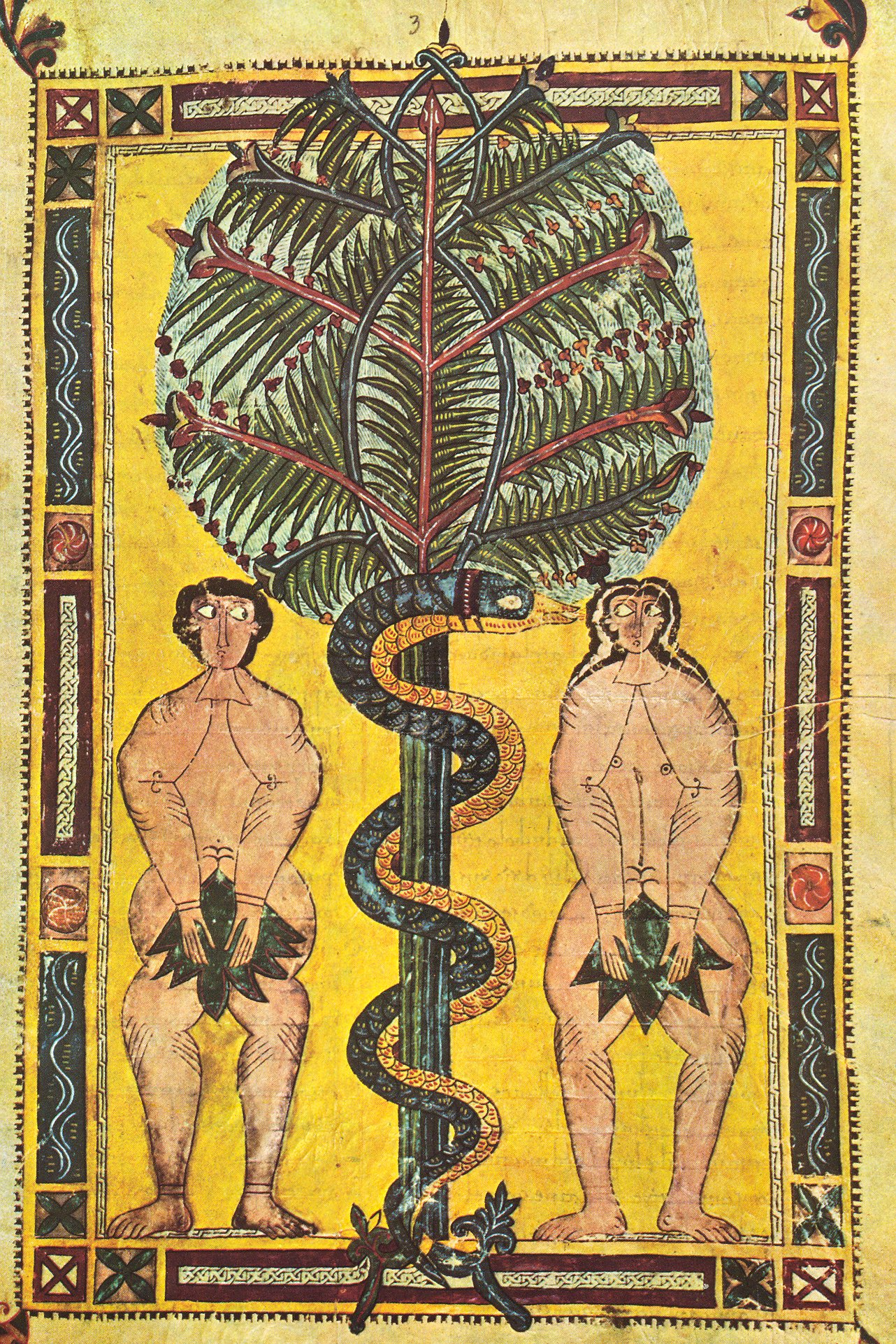
Adam & Eve، از نسخه خطی تذهیب شده، حدود ۹۵۰ میلادی، با نام Escorial Beatus
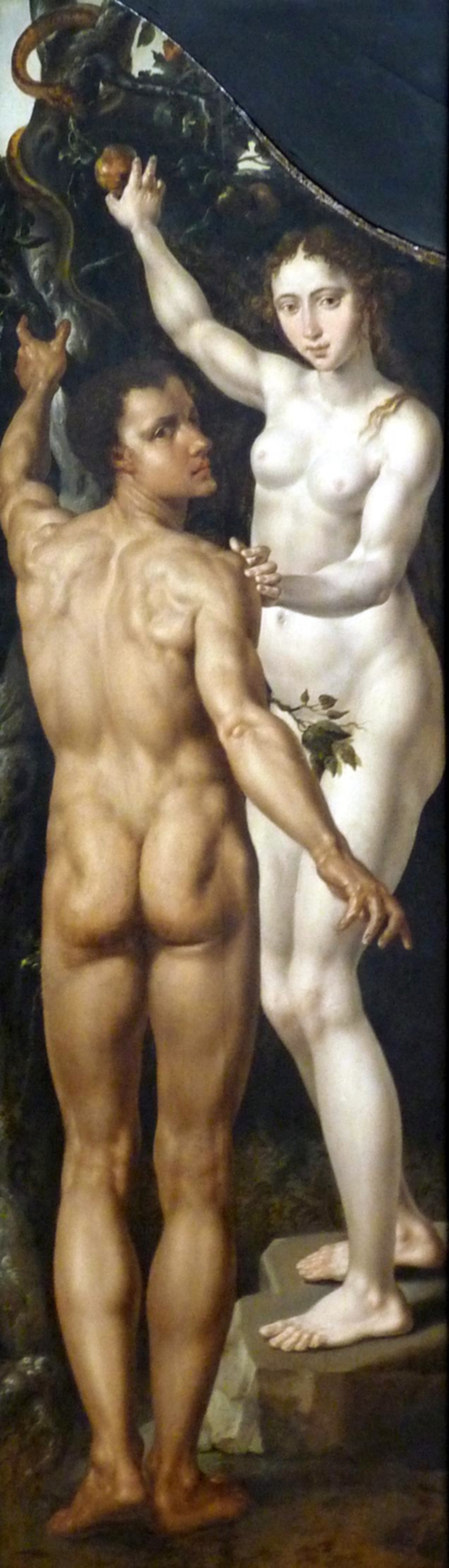
Adam and Eve اثر Maarten van Heemskerck
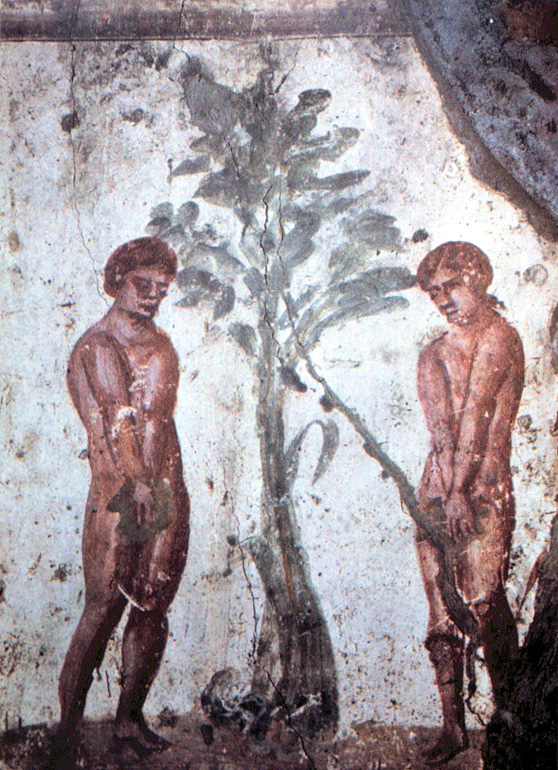
تصویرسازی اولیه (کهن) مسیحی از آدم و حوا در گوردخمه مارسلینوس و پیتر
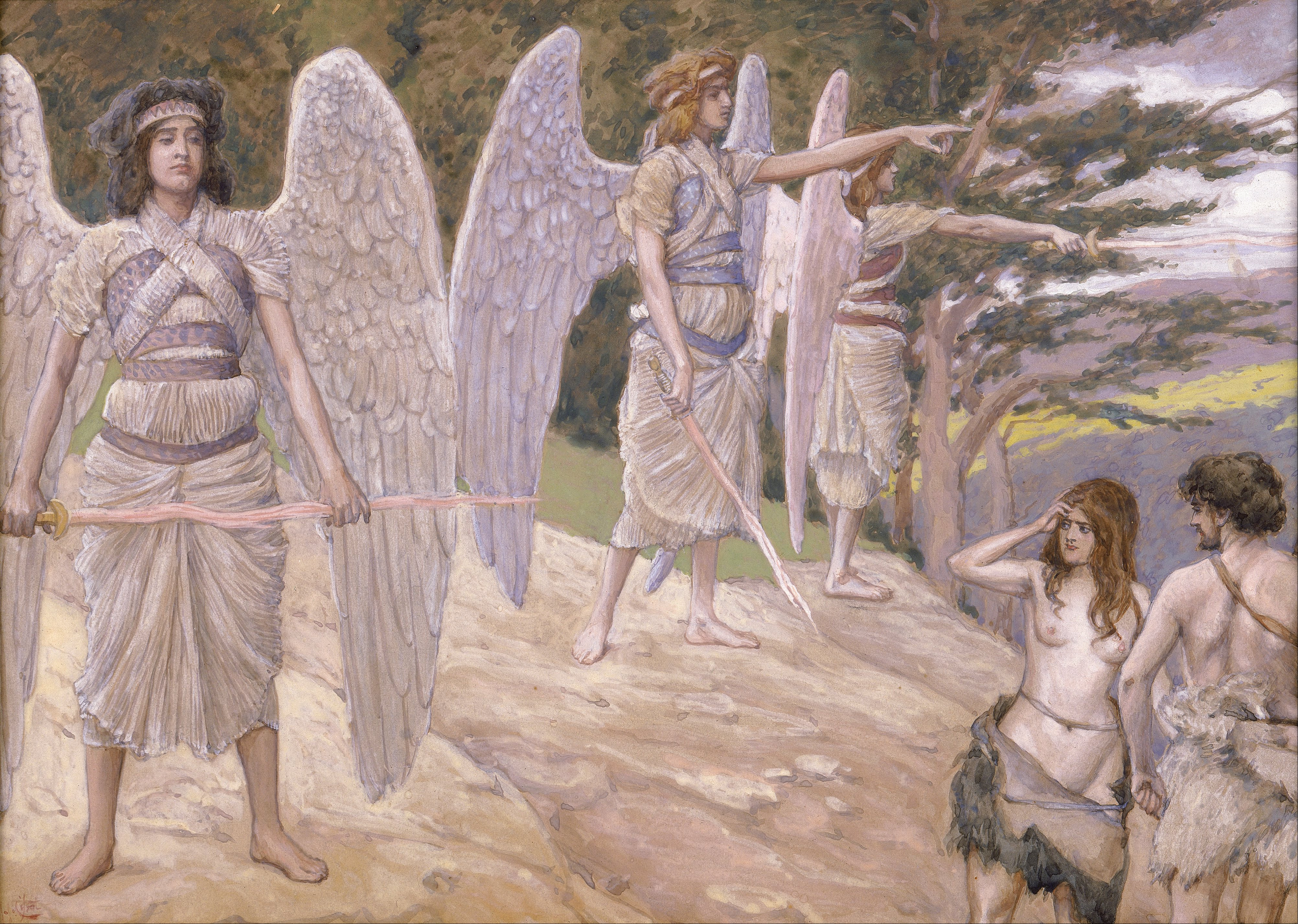
Adam and Eve Driven From Paradise اثر جیمز تیسو
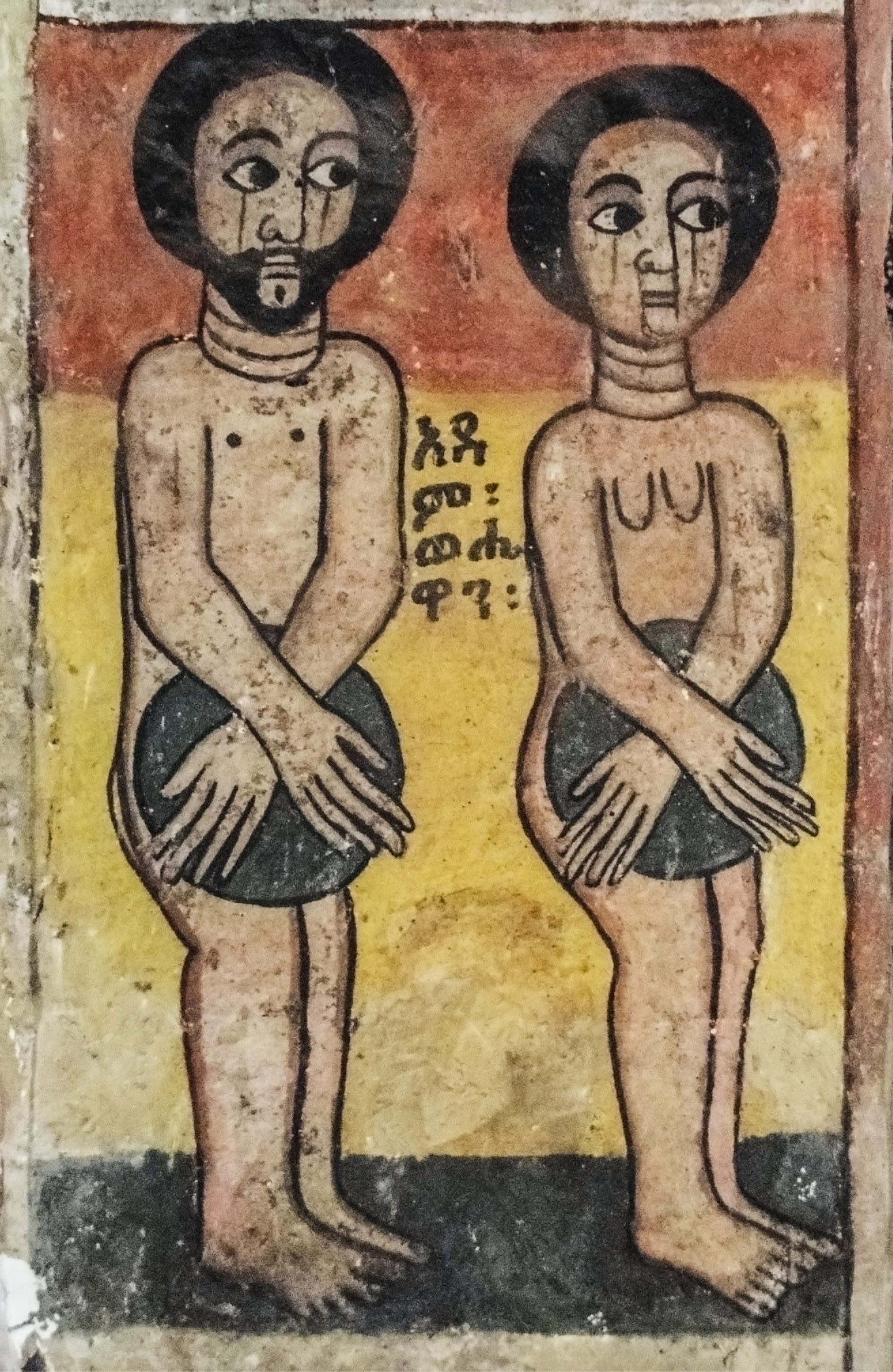
آدم و حوا به تصویر کشیده شده در یک نقاشی دیواری در کلیسای Abreha wa Atsbeha در اتیوپی

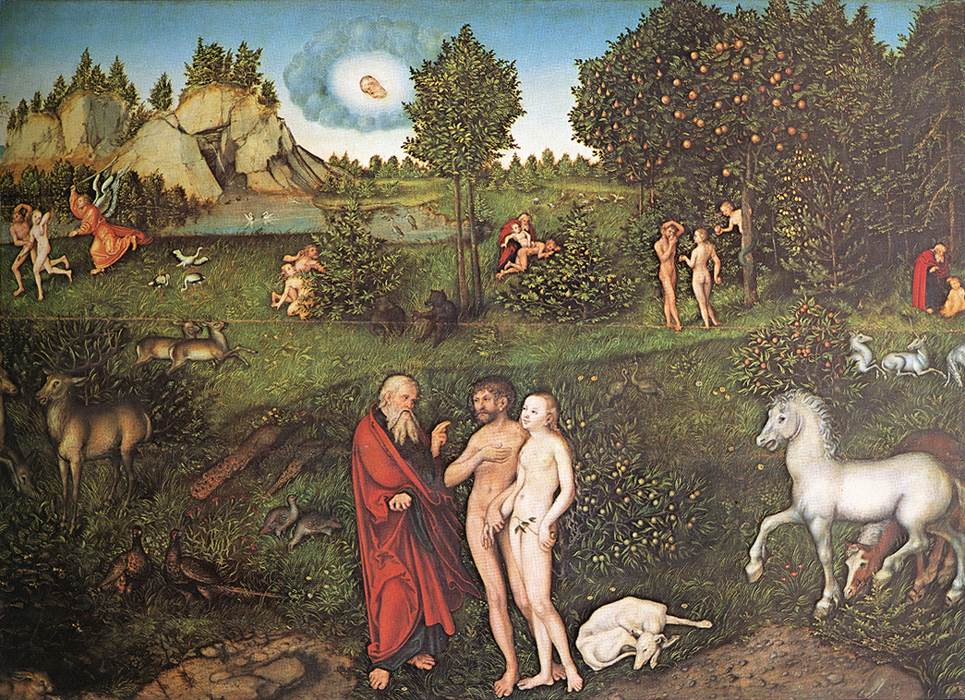
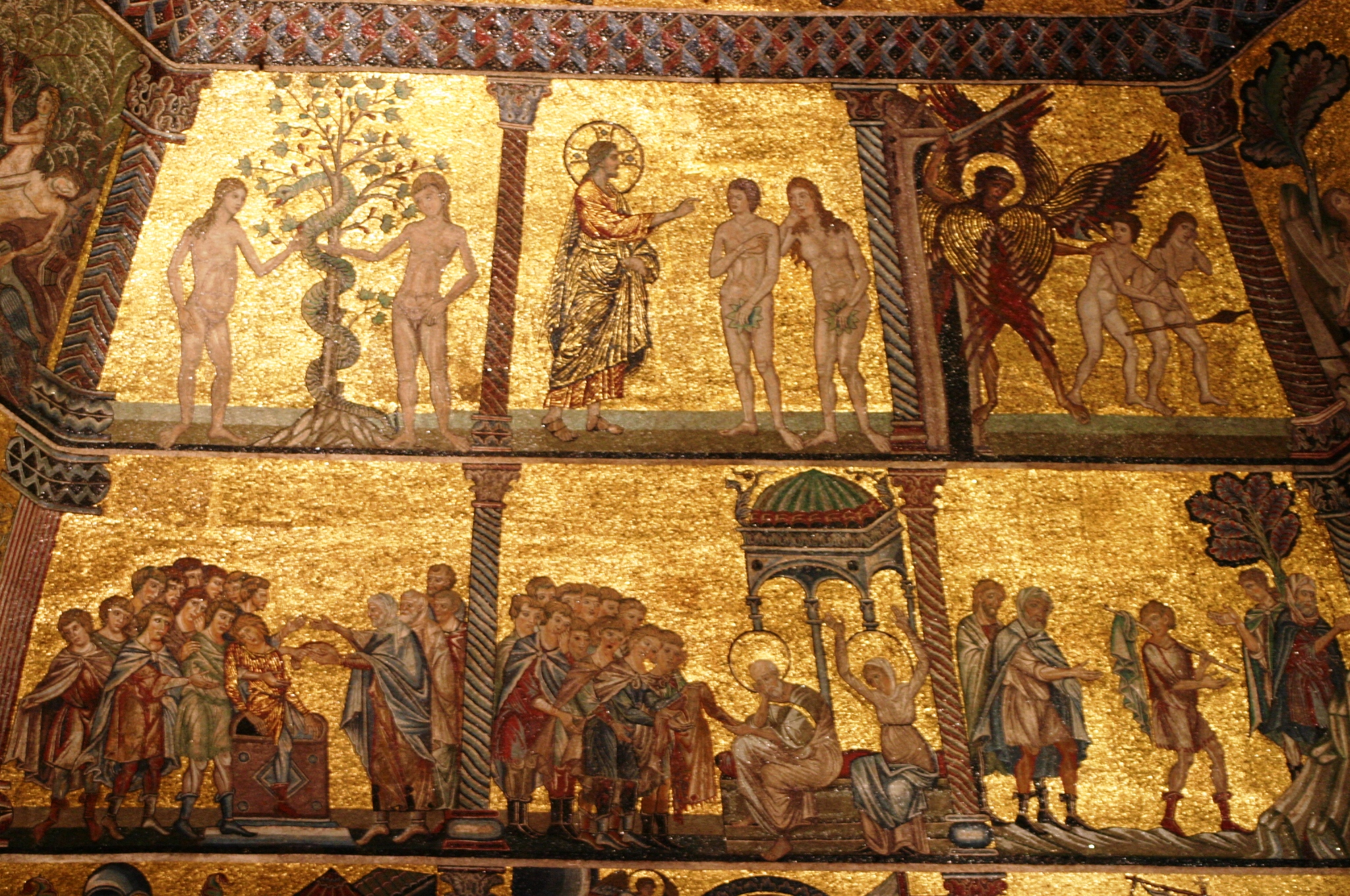
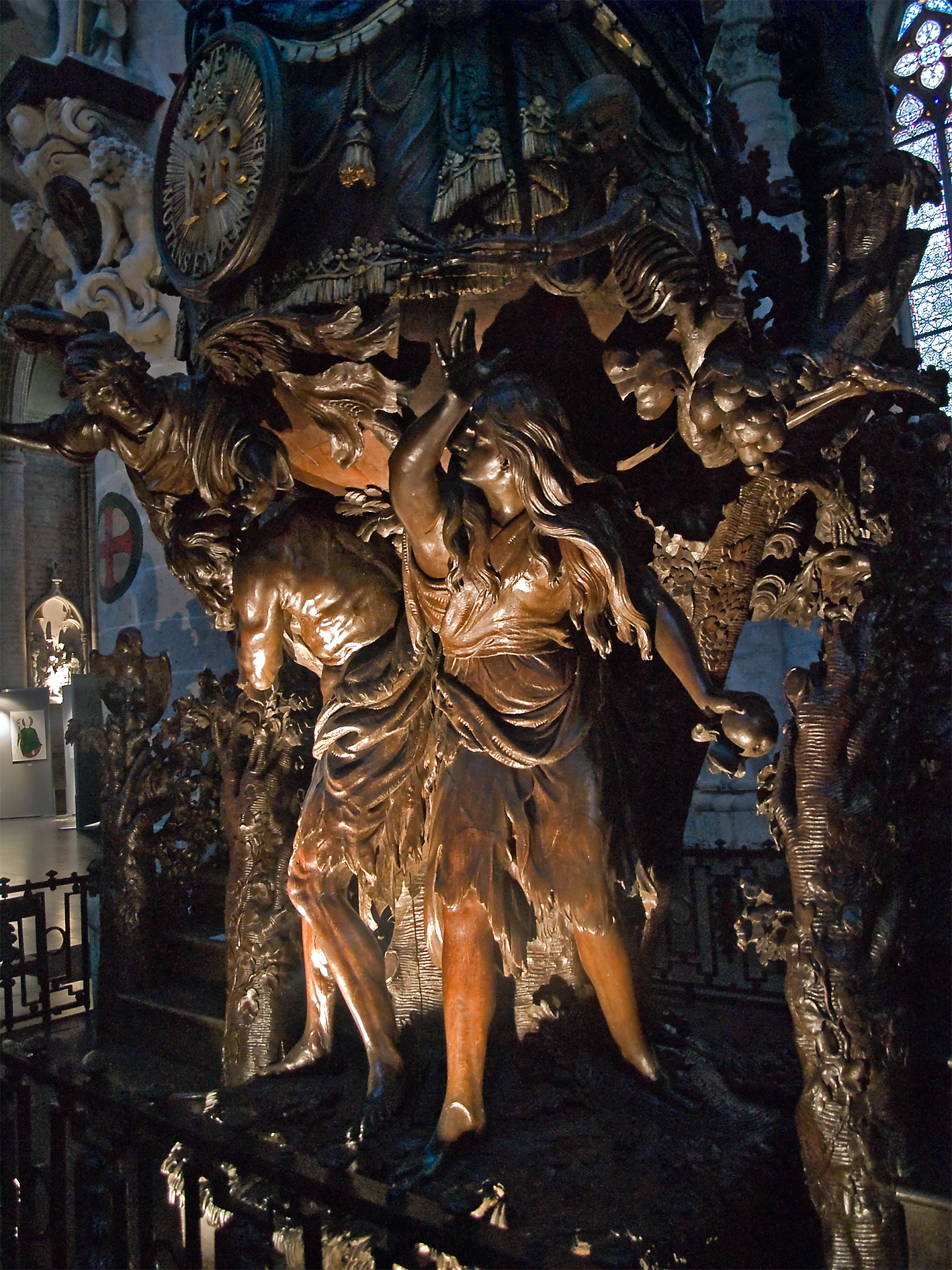
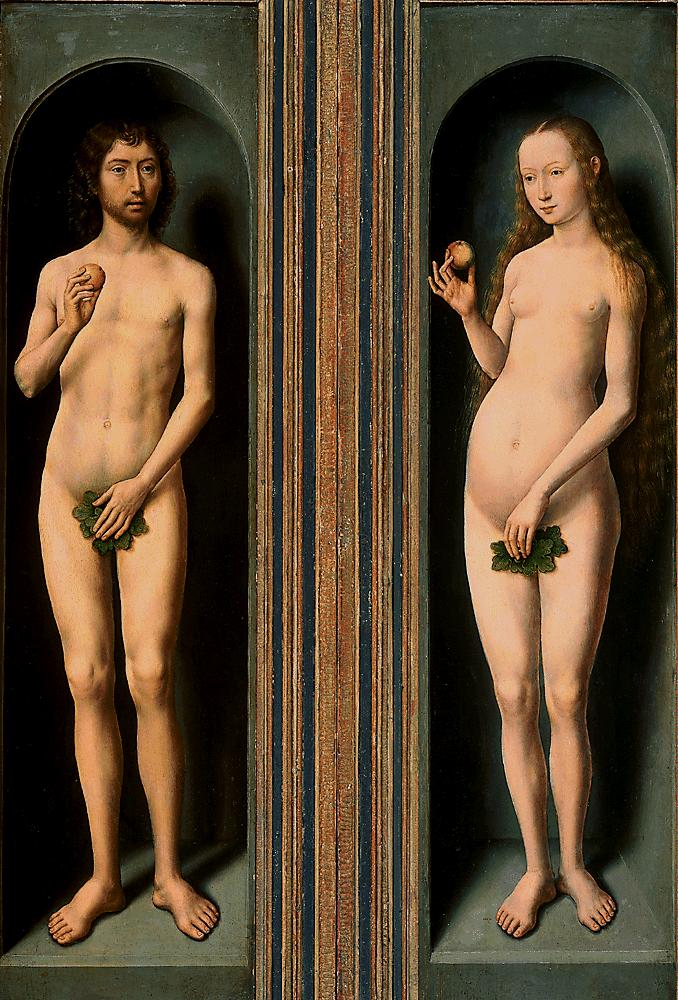
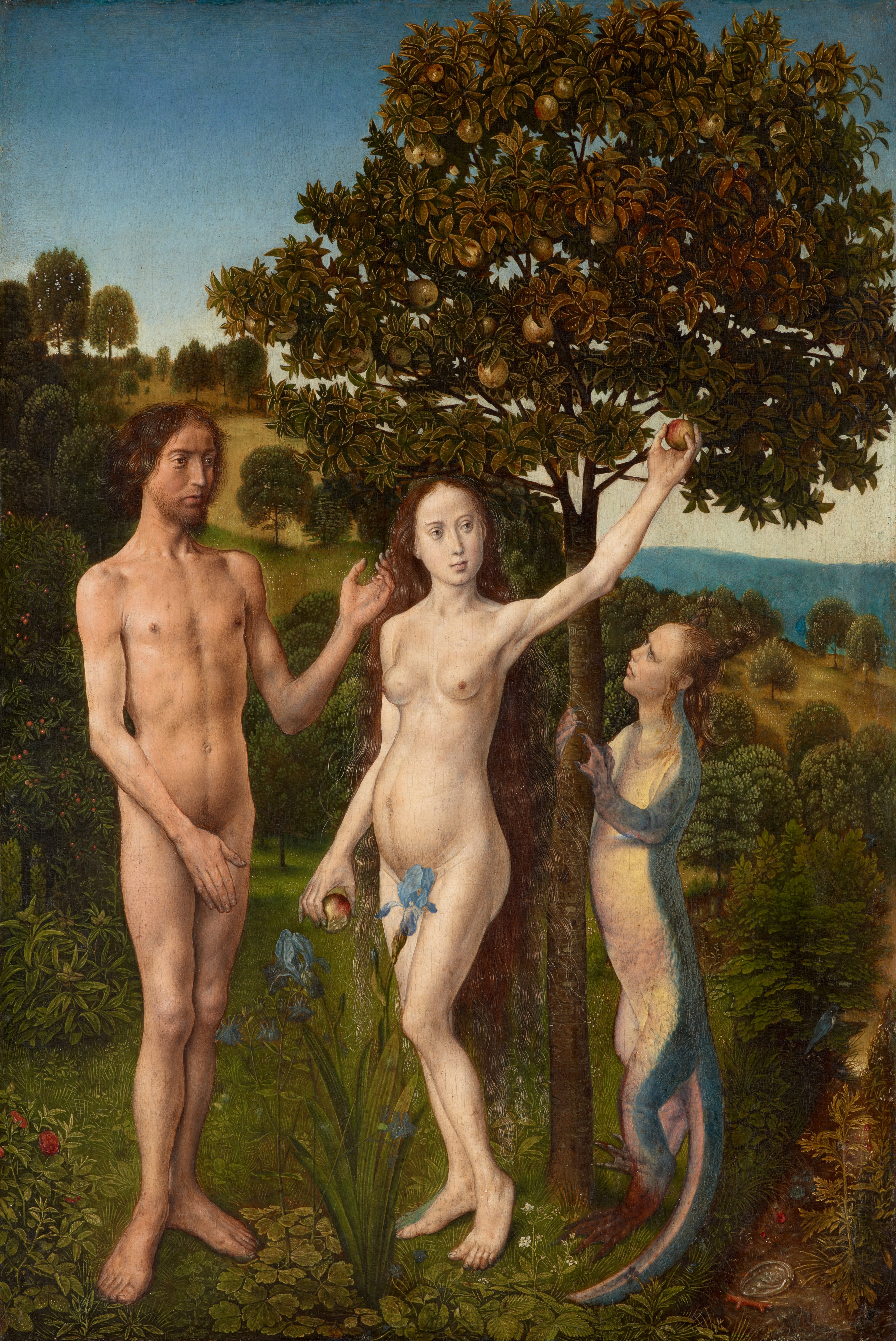
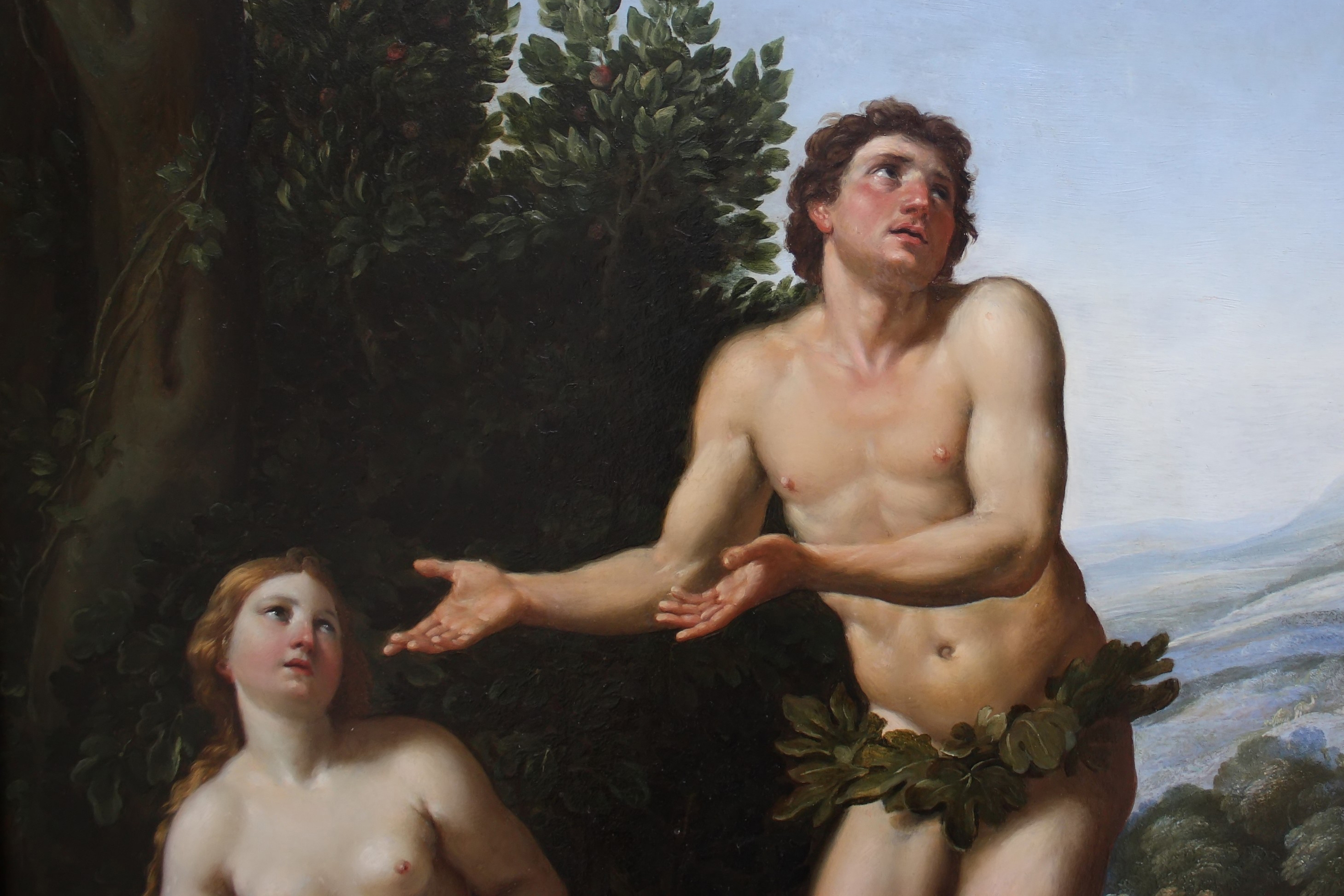

## کتابشناسی
- Mathews, K. A. (1996). Genesis 1-11:26. B&H Publishing Group. ISBN 978-0-8054-0101-1.
- Kissling, Paul (2004). Genesis, Volume 1. College Press. ISBN 978-0-89900-875-2.

## برای مطالعهٔ بیشتر
- Almond, Philip C. 'Adam and Eve in Seventeenth-Century Thought (Cambridge: Cambridge University Press, 1999, 2008)
- Alter, Robert (2004). The Five Books of Moses. W. W. Norton & Company. ISBN 0-393-33393-0.
- Ayoub, Mahmoud. The Qur'an and its Interpreters, SUNY: Albany, 1984
- Lewis, C.S. The Lion, The Witch and the Wardrobe"
- Mackie, Adam. The Importance of being Adam - Alexo 1997 (only 2000 copies published)
- Murdoch, Brian O. The Apocryphal Adam and Eve in Medieval Europe: Vernacular Translations and Adaptations of the Vita Adae et Evae. Oxford University Press, 2009. ISBN 978-0-19-956414-9
- Patai, R. The Jewish Alchemists, Princeton University Press, 1994.
- Rana & Hugh. Fazale Rana and Ross, Hugh, Who Was Adam: A Creation Model Approach to the Origin of Man, 2005, ISBN 1-57683-577-4
- Rohl, David. Legend: The Genesis of Civilisation, 1998
- Sibylline Oracles, III; 24–6. This Greek acrostic also appears in 2 Enoch 30:۱۳.
- Sykes, Bryan. The Seven Daughters of Eve